# Lucy Kennedy
Lucy Kennedy (11 de julho de 1988) é uma ciclista profissional australiana. Estreiou como profissional em 2018 com o Mitchelton-Scott seguindo a tradição dessa equipa de dar a oportunidade de debutar a ciclistas veteranas que mal tinham corrido internacionalmente.
Devido a seu grande início do 2017 com medalhas em campeonatos continentais e nacionais -destacando o Campeonato Oceânico Contrarrelógio- foi incorporada à Selecção da Austrália para competir o calendário europeu ganhando o montanhoso Tour Cycliste Féminin International de l'Ardèche que a deu acesso definitivamente ao Mitchelton-Scott em 2018.

## Palmarés
- 2017 (como amador)[6]
  - 3.ª no Campeonato da Austrália em Estrada
- Campeonato Oceânico Contrarrelógio 
  - 3.ª no Campeonato Oceânico em Estrada 
  - Tour Cycliste Féminin International de l'Ardèche, mais 1 etapa

- 2019
  - Herald Sun Tour, mais 1 etapa
  - Durango-Durango Emakumeen Saria
  - Clássica de San Sebastián

- 2020
  - Herald Sun Tour

## Resultados em Grandes Voltas e Campeonatos do Mundo
Durante sua corrida desportiva tem conseguido os seguintes postos nas Grandes Voltas femininas e nos Campeonatos do Mundo em estrada:
| Corrida            | Corrida            | 2018 | 2019 | 2020 | 2021 |
| ------------------ | ------------------ | ---- | ---- | ---- | ---- |
|                    | Giro d'Italia      | Ab.  | 31.ª | 31.ª | —    |
|                    | Tour de l'Aude     | X    | X    | X    | X    |
|                    | Grande Boucle      | X    | X    | X    | X    |
| Mundial em Estrada | Mundial em Estrada | 24.ª | 41.ª | 28.ª | —    |

—: não participa
Ab.: abandono
X: edições não celebradas

## Equipas
- High5 Dream Team (2016-2017) (amador)
- Mitchelton/BikeExchange (2018-)
  - Mitchelton Scott (2018-2020)
  - Team BikeExchange Women (2021-)